# Esteve III de Moldàvia
Esteve el Gran o Esteve III de Moldàvia (Borzești 1433, – 2 de juliol de 1504), en romanès es diu Ştefan cel Mare (Esteve el Gran) Ştefan cel Mare şi Sfânt (Esteve el Gran i Sant), fill de Bogdan II de Moldàvia, va governar com a príncep Moldàvia entre 1457 i 1504 i és el màxim representant de la casa de Muşat.
Durant el seu regnat mantingué unida i independent Moldàvia contra les ambicions del Regne d'Hongria, Polònia i l'Imperi otomà. Va vèncer els otomans en 46 de les 48 batalles que va emprendre i en la batalla de Vaslui de 1475 la seva victòria va ser decisiva, tant que el papa Sixt IV el va anomenar verus christianae fidei athleta (veritable campió de la fe cristiana). Va ser un home religiós i va pagar el deute del mont Atos assegurant-ne la continuïtat com un monestir autònom.

## Veneració
Esteve el Gran fou considerat com un defensor de la fe per l'Església ortodoxa romanesa, que en decidí la canonització formal el 20 de juny de 1992 durant el seu sínode. Amb el títol de sant voivoda Esteve el Gran, la seva festa litúrgica se celebra el 2 de juliol, aniversari de la seva mort.

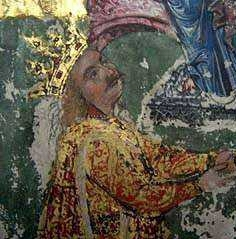
Miniatura de 1473
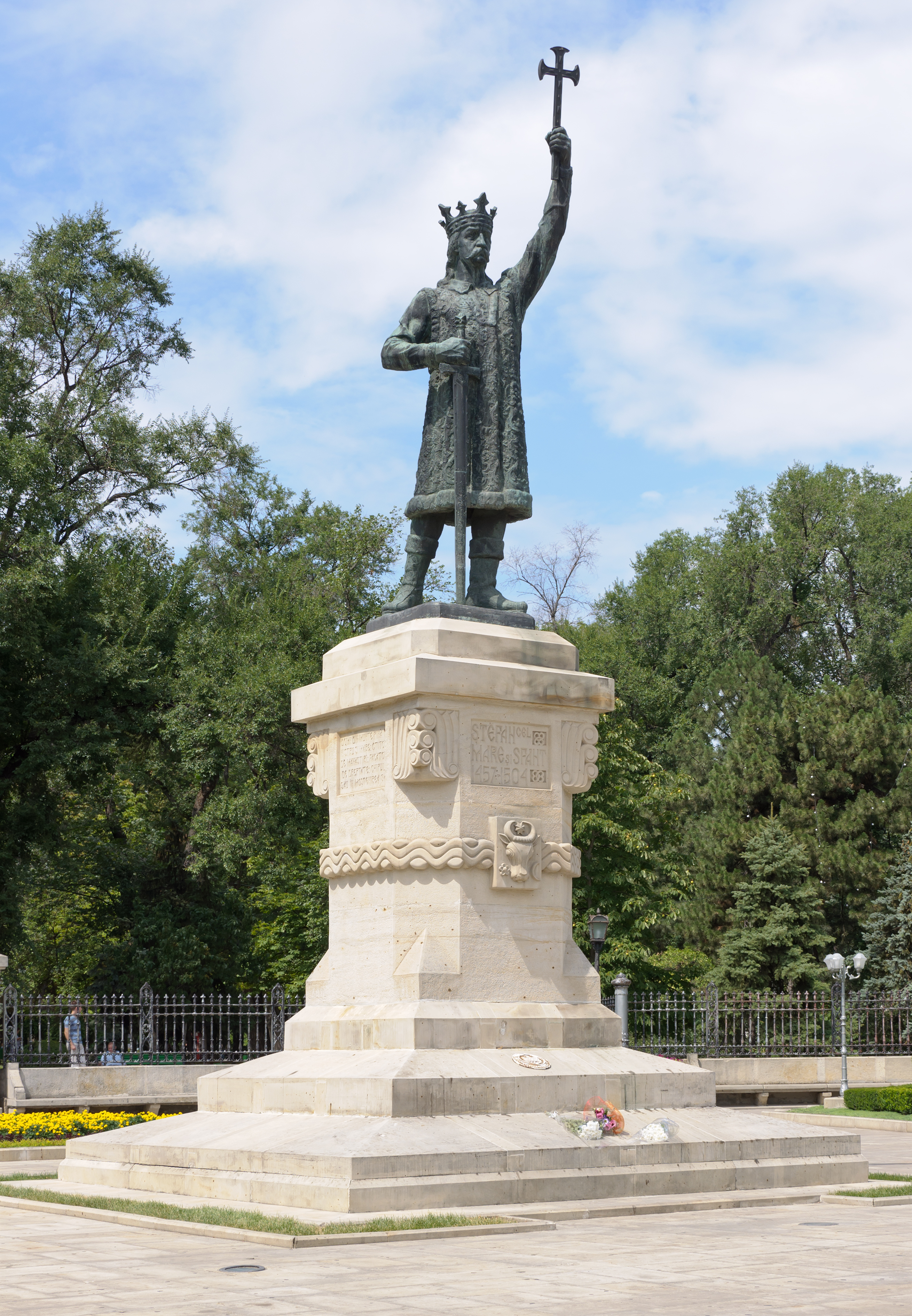
Monument a Chisinau
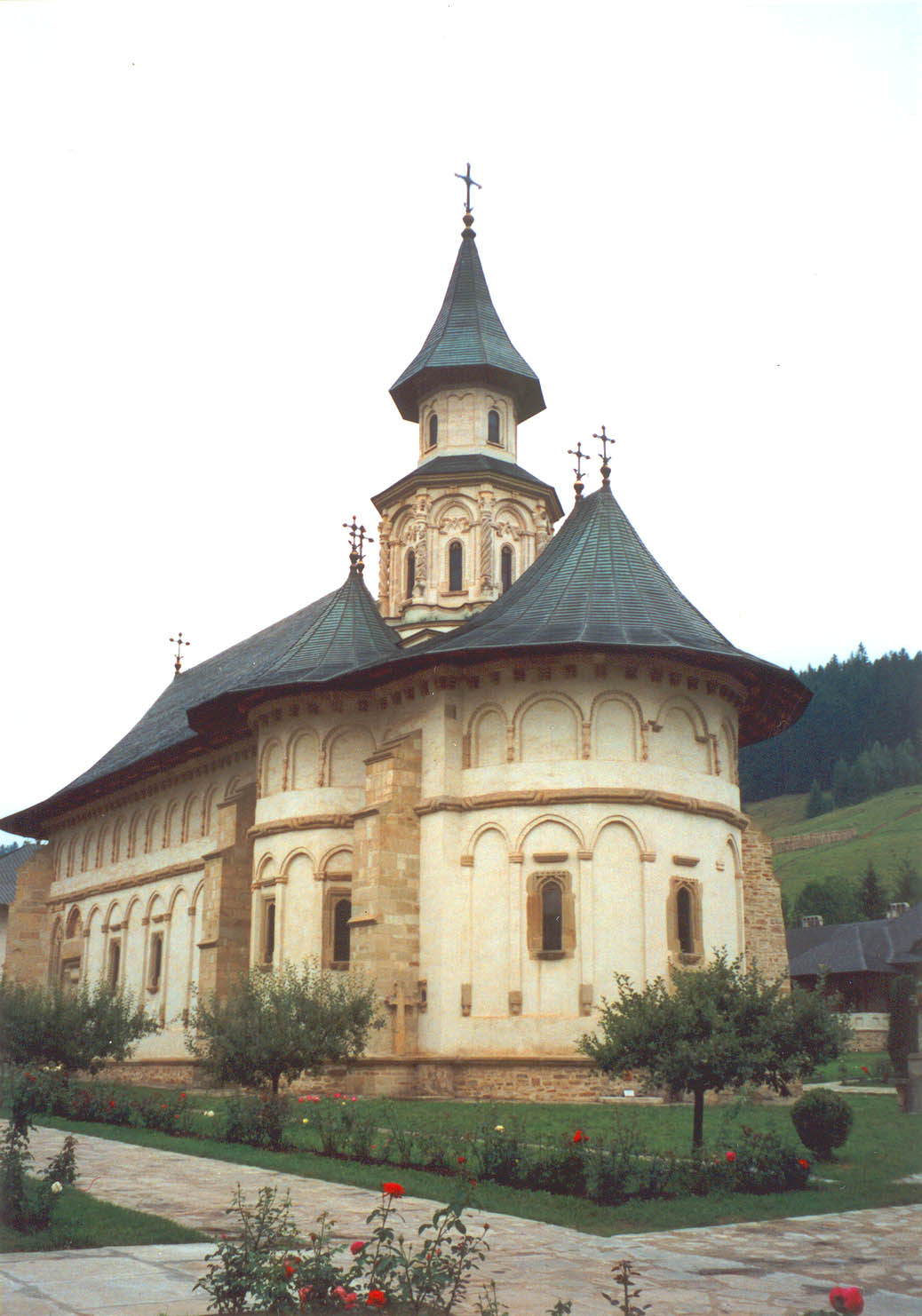
Monestir de Putna
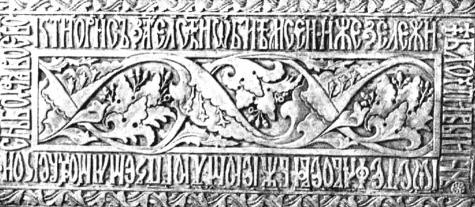
Tomba del rei a Putna